# Random attacks
Random Attacks, letterlijk vertaald als "willekeurige aanvallen" of vrij vertaald als "onaangekondigde aanvallen", is een wedstrijdvorm in de krijgskunst.
Bij de competitievorm wordt er teruggegaan naar de essentie van zelfverdediging, namelijk een actie uitvoeren bij een onaangekondigde aanval. Het stressgevoel dat wordt opgeroepen tijdens de wedstrijden verplicht de deelnemers om terug te vallen op natuurlijke reflexen die ontstaan zijn door jarenlange trainingen in hun krijgskunst en/of vechtsport. Beoefenaars leren via "Random Attacks" omgaan met stresssituaties die bij agressie in de realiteit ook zullen voorkomen.

## Wedstrijdvorm
De wedstrijdvorm is toegankelijk voor iedere krijgskunst en/of gevechtssport beoefenaar die zelfverdediging in zijn of haar programma heeft staan zoals jiujitsu, hapkido, krav maga, sambo, kempo, kenpo, karate, pencak silat, wing chun, wushu, eskrima, MMA, en is gebaseerd op het snel en efficiënt reageren bij onverwachte aanvallen. Deze competitievorm bestaat reeds tientallen jaren onder verschillende namen zoals Hand to Hand fighting kata, Random Attacks, Reactietesten, enz..

## Wedstrijdverloop bij Random Attacks
Er wordt gewerkt met twee koppels die tegen elkaar uitkomen, waarvan de uitvoerders beoordeeld worden:
- Het ene koppel draagt de rode gordel, het ander koppel de witte gordel en dit op aanduiding van de wedstrijdtafel.
- Elk koppel bestaat uit een aanvaller en uit een uitvoerder/kamper die zich verdedigt en/of bevrijdt.
- De beide uitvoerders/kampers betreden de mat op de aangeduide plaats, groeten elkaar, de jury en gaan in gevechtshouding staan, zodanig dat ze de tegenstander niet kunnen zien.
- De wedstrijdtafel roept de twee aanvallers bij zich en deze krijgen een aanval op foto en/of tekening te zien die op een "random" manier gegeven wordt via de computer.
- Het computerprogramma kiest een willekeurige aanval zodat de objectiviteit van de aangeduide aanvalsvorm bewaard blijft.
- De aanvallers nemen hun startpositie (in gevechtshouding) in bij hun partners (uitvoerder).
- Op signaal van de mat-scheidsrechter voeren ze elk op hun beurt de aangegeven aanval uit.
- De scheidsrechter zal bepalen wie start, "rood" of "wit".
- Wanneer beide aanvallers hun eerste aanval hebben gedaan, zal de scheidsrechter de aanvallers terug naar de wedstrijdtafel sturen om zo de volgende aanval op foto en/of tekening te laten zien.
- Op basis van ouderdom en niveau zullen er drie tot vier verschillende aanvalsvormen uitgevoerd worden.
- Na het uitvoeren van de opgelegde aanvallen zal de scheidsrechter het oordeel van de drie of vijf juryleden vragen.
- Op het signaal van de scheidsrechter "hantai", zullen de drie of vijf juryleden een oordeel geven door middel van een vlag (rood of wit) in de lucht te steken en dusdanig een winnaar aanduiden.

De reactiesnelheid in combinatie met het uitvoeren van een goede en efficiënte techniek bepaald winst of verlies.

## De 40 aanvallen in de Random Attacks competitievorm
In consensus met verschillende Europese landen is er een lijst opgesteld met 40 aanvallen waaruit 3 of 4 aanvallen gekozen worden per wedstrijd. Deze aanvallen worden toegewezen op willekeurige wijze. De aanvaller en uitvoerder weten dus nooit vooraf welke aanval er zal komen.
| Aanval 1 - 10                         | Aanval 11 - 20                      | Aanval 21 - 30                            | Aanval 31 - 40                                  |
| ------------------------------------- | ----------------------------------- | ----------------------------------------- | ----------------------------------------------- |
| Wurging zijwaarts met beide handen    | Haargreep voorwaarts                | Zijwaartse trap                           | Om het hoofd grijpen voorwaarts                 |
| Polsgreep zelfde zijde                | Stokslag van buiten naar binnen     | Omstrengeling de lende vooraan            | Snijden met mes van binnen naar buiten          |
| Rechtstreekse vuistslag               | Kraaggreep achteraan met 1 hand     | Opstoot naar de kin                       | Messteek van boven naar onder                   |
| Omstrengeling rond de armen achteraan | Om het hoofd grijpen zijwaarts      | Messteek naar de buik                     | Tussen de benen van de partner zitten en wurgen |
| Gekruiste polsgreep                   | Omstrengeling rond de armen vooraan | Dubbele polsgreep achteraan               | Revolver achteraan tegen de rug                 |
| Rechtstreekse voettrap                | Stokslag van binnen naar buiten     | Mes snijden van buiten naar binnen        | Wurging achter met onderarm                     |
| Hoekslag                              | naast de partner zitten en wurgen   | Wurging zittend op de partner             | Opleidingsgreep                                 |
| Beide polsen grijpen vooraan          | Cirkelvormige voettrap              | Dubbele kraaggreep en kopstoot            | Nelsongreep                                     |
| Wurging achteraan met beide handen    | Kraaggreep en vuistslag             | Boks naar het hoofd zittend op de partner | Rechtstreeks voettrap + boks                    |
| Wurging voorwaarts met beide handen   | Omstrengeling om de lende achteraan | Revolver voorwaarts                       | Dubbele hoekslag                                |